# X2VR
| Recensione | Giudizio |
| ---------- | -------- |
| Newsic.it  | 6,5/10   |
| Ondarock   | 5/10     |
| Rockol     | 6/10     |

X2VR è il quinto album in studio del rapper italiano Sfera Ebbasta, pubblicato il 17 novembre 2023 dalla Island.

## Descrizione
Il disco, prodotto da Charlie Charles e Drillionaire, è un sequel di XDVR del 2015 e ha visto il featuring di vari artisti della scena italiana, tra cui Anna, Baby Gang, Elodie, Guè, Geolier, Lazza, Marracash, Paky, Simba La Rue, Tedua, Thasup, Tony Effe, e Shiva.

## Promozione
X2VR è stato promosso da un evento gratuito organizzato dallo stesso artista all'Allianz Cloud di Milano, intitolato $€ Special Night, il 13 novembre, in cui si è esibito dal vivo cantando il brano VDLC e annunciato l'uscita del disco stesso.

## Tracce
1. Fragile – 2:26 (testo: Gionata Boschetti, Davide Petrella – musica: Davide Petrella, Diego Vincenzo Vettraino)
2. Ciao bella (feat. Anna) – 3:06 (testo: Gionata Boschetti, Anna Pepe – musica: Paolo Alberto Monachetti, Alessio Buongiorno, Francesco Di Giovanni, Sadturs)
3. G63 (feat. Lazza e Shiva) – 3:49 (testo: Gionata Boschetti, Andrea Arrigoni, Jacopo Lazzarini – musica: Diego Vincenzo Vettraino, T9C)
4. VDLC – 3:18 (testo: Gionata Boschetti, Cosimo Fini, Francesco Vigorelli – musica: Luigi Florio, Paolo Alberto Monachetti, Alessio Buongiorno, Francesco Di Giovanni)
5. Anche stasera (feat. Elodie) – 3:37 (testo: Gionata Boschetti, Elodie Di Patrizi, Davide Petrella – musica: Paolo Alberto Monachetti, Alessandro Merli, Fabio Clemente, Luca Faraone)
6. Momenti no (feat. Tedua) – 3:12 (testo: Gionata Boschetti, Mario Molinari – musica: Paolo Alberto Monachetti, Massimo Montonato, Francesco Di Giovanni, Cubeatz)
7. Milano bene – 2:42 (testo: Gionata Boschetti – musica: Paolo Alberto Monachetti, Davide Covino, Andrea Valenti)
8. 3uphon (feat. Thasup e Tony Effe) – 3:15 (testo: Gionata Boschetti, Davide Mattei, Nicolò Rapisarda – musica: Diego Vincenzo Vettraino, Michele Poli)
9. Complicato (feat. Paky) – 3:13 (testo: Gionata Boschetti, Vincenzo Mattera – musica: Diego Vincenzo Vettraino, Alessio Buongiorno, Vigan Mehmedi)
10. Gol (feat. Guè) – 3:37 (testo: Gionata Boschetti, Cosimo Fini – musica: Paolo Alberto Monachetti, Alessio Buongiorno)
11. Calcolatrici (feat. Baby Gang, Geolier e Simba La Rue) – 3:25 (testo: Gionata Boschetti, Emanuele Palumbo, Zaccaria Mouhib, Mohamed Lamine Saida – musica: Diego Vincenzo Vettraino)
12. 15 piani (feat. Marracash) – 3:26 (testo: Gionata Boschetti, Fabio Rizzo – musica: Paolo Alberto Monachetti, Alessio Buongiorno, Francesco Di Giovanni)

## Formazione
Musicisti
- Sfera Ebbasta – voce
- Anna – voce aggiuntiva (traccia 2)
- Lazza – voce aggiuntiva (traccia 3)
- Shiva – voce aggiuntiva (traccia 3)
- Elodie – voce aggiuntiva (traccia 5)
- Tedua – voce aggiuntiva (traccia 6)
- Thasup – voce aggiuntiva (traccia 8)
- Tony Effe – voce aggiuntiva (traccia 8)
- Paky – voce aggiuntiva (traccia 9)
- Guè – voce aggiuntiva (traccia 4 non accreditata, traccia 10)
- Baby Gang – voce aggiuntiva (traccia 11)
- Geolier – voce aggiuntiva (traccia 11)
- Simba La Rue – voce aggiuntiva (traccia 11)
- Marracash – voce aggiuntiva (traccia 12)

## Successo commerciale
Il disco ha esordito in prima posizione nella classifica mondiale dei debutti settimanali di Spotify, con ben 3 brani entrati nella Top 10. Ha inoltre stabilito il record italiano di 18 323 573 stream nelle prime 24 ore su Spotify Italia, battendo il precedente primato detenuto dallo stesso Sfera con Famoso nel 2020.
Tutti i 12 brani del disco hanno occupato le prime 12 posizioni della Top 50 Italia di Spotify e sono entrati nella Top 200 Globale, in particolare con il brano G63 che si piazza in 48ª posizione.

## Classifiche

### Classifiche settimanali
| Classifica (2023) | Posizione massima |
| ----------------- | ----------------- |
| Belgio (Vallonia) | 97                |
| Italia            | 1                 |
| Svizzera          | 1                 |

### Classifiche di fine anno
| Classifica (2023) | Posizione |
| ----------------- | --------- |
| Italia            | 6         |
| Classifica (2024) | Posizione |
| Italia            | 7         |